# Bajkal (bevanda)
La Bajkal (in russo Байкал?) è una bevanda non alcolica russa.

## Storia
La Bajkal è nata nel 1969 come risposta sovietica alla Coca-Cola. Nel 1973, con l'arrivo della Pepsi in Unione Sovietica, la ricetta della Baikal è cambiata.
Oggi è venduta nel territorio della ex Unione Sovietica ed è anche disponibile, dal 2009, in Germania con il nome di Wostok (dal russo восток, est).